# Смелова, Анфиса Ивановна
Анфи́са Ива́новна Смело́ва (1939—2010) — советская и чувашская актриса, Заслуженная артистка Чувашской АССР (1975).

## Биография
Анфиса Ивановна Смелова родилась 15 февраля 1939 года в деревне Чебаково Ядринского района, Чувашской АССР.
В 1961 году окончила Московский государственный институт театрального искусства им. Л. В. Луначарского.
33 года проработала в Чувашском академическом драматическом театре. За это время ею были созданы разные по характеру образы. Всё своё профессиональное мастерство она отдавала в раскрытие внутреннего содержания своих героев, многие из которых принесли ей заслуженное признание коллег и большую зрительскую любовь. Среди них Мать Нонки — «Нонкина любовь» (Нонка юратăвĕ) Г. Терентьева, Зана — «Вей, ветерок» (Вĕр, вăштăр çил) Я. Райниса, Лизук — «Пчелка золотая» (Вĕлле хурчĕ — ылттăн хурт) В. Яковлева, Маруся — «Любовь и тыква» (Юратупа кавăн) И. Стаднюка, Марийка — «Солдатская вдова» (Салтак арăмĕ), Василиса — «Выйди-выйди за Ивана» (Кай-кай Ивана) Н. Айзмана, Улемпи — «Мать солдата» (Салтак амăшĕ) В. Синичкина.
Анфиса Ивановна является прообразом матери монумента Воинской Славы в мемориальном парке «Победа» в Чебоксарах. Из воспоминаний актрисы следует, что головной убор и платье взяли в театре, все остальное было подобрано в краеведческом музее. Головной убор ей был особенно памятен и дорог — именно в нём она в течение 24 лет выходила на сцену в образе Василисы в «Кай, кай, Ивана» Н. Айзмана.

## Награды и звания
- Почётное звание «Заслуженная артистка Чувашской АССР» (1975 г.) — За большие заслуги в развитии национального искусства;
- Медаль «В ознаменование 100-летия со дня рождения Владимира Ильича Ленина» (1970 г.);
- Знак «Победитель социалистического соревнования» (1973 г.);
- Почётная грамота Президиума Верховного Совета Чувашской АССР (1988 г.);
- Занесена в книгу Почёта победителей соцсоревнования в честь XXIV съезда КПСС (1971 г.).

## Театральные работы
- «Нонкина любовь» (Нонка юратăвĕ) Г. Терентьева — Мать Нонки;
- «Вей, ветерок» (Вĕр, вăштăр çил) Я. Райниса — Зана;
- «Пчелка золотая» (Вĕлле хурчĕ — ылттăн хурт) В. Яковлева — Лизук;
- «Любовь и тыква» (Юратупа кавăн) И. Стаднюка — Маруся;
- «Солдатская вдова» (Салтак арăмĕ) — Марийка;
- «Выйди-выйди за Ивана» (Кай-кай Ивана) Н. Айзмана — Васелиса;
- «Мать солдата» (Салтак амăшĕ) В. Синичкина — Улемпи.